# 通明海特大桥
通明海特大桥是广东省的一座跨海大桥，是 东雷高速的组成部分，位于湛江市麻章区和雷州市之间，连接雷州市和东海岛，全长5761米，是粤西最长的跨海大桥，主桥为双塔双索面半漂浮体系斜拉桥，主跨跨径布置为146+338+146米，主桥于2019年6月30日贯通，全桥则于2020年10月9日贯通，2021年12月31日随东雷高速公路正式通车。